# Orquestra Mirasol
La Orquestra Mirasol fue un grupo musical español, formado en Cataluña en 1974, y que desarrolló su trabajo en el campo del jazz-rock, muy influido por Chick Corea y Herbie Hancock. Tomó el nombre del barrio de Mira-sol, en San Cugat del Vallés, donde tenían el local de ensayo. Posteriormente pasó a llamarse Mirasol Colores (1977), dedicándose preferentemente a la música latina y la salsa. Volverían a reaparecer, aunque brevemente, a finales de los años 1990.
El grupo publicó tres álbumes, el primero de ellos Salsa Catalana (1974), después D'oca a oca i tira que et toca (1975), y más tarde, ya con la denominación "Mirasol Colores", La Boqueria, (1977), reeditado en CD, por PDI en 1992. El último de ellos contó, por primera vez, con dos temas cantados en catalán por Manel Joseph: L'ocellot del mal pèl y Rumba criminal. En 1998 se reunió nuevamente, de forma breve, la Orquestra Mirasol original, grabando un disco en directo en l'Espai, y que incluyó algunos temas cantados.

## Músicos
Su formación original era la siguiente:
- Ricard Roda - saxos, flauta, clarinete (sustituido después por Dave Pybus)
- Víctor Ammann - piano, teclados
- Xavier Batllés - mandolina, bajo eléctrico, compositor
- Miguel Angel Lizandra - batería (sustituido después por Gustavo Quinteros)
- Pedrito Díaz - percusiones  (sustituido más tarde por Santa Salas)

## Discografía

### Orquestra Mirasol
- Salsa Catalana (LP). Edigsa 1974
- D'oca a oca i tira que et toca (2 LP). Edigsa 1975.[4]

### Mirasol Colores
- La Boquería (LP). Edigsa, 1977
- Linea 5. Edigsa, 1979.

### Reedición
- Orquestra Mirasol / Mirasol Colores - Salsa Catalana / La Boquería (CD, Comp). PDI, 1992 (Recopilatorio)